# Kanton Pau-2
Der Kanton Pau-2 ist seit 2015 ein französischer Wahlkreis im Département Pyrénées-Atlantiques in der Region Nouvelle-Aquitaine. Sein Gebiet liegt im Arrondissement Pau, sein Hauptort ist Pau.

## Geschichte
Eine neue territoriale Aufteilung der Kantone des Départements Pyrenees-Atlantiques ist seit den Wahlen 2015 im Département wirksam. Es ist durch das Dekret vom 25. Februar 2014 in Anwendung der Gesetze vom 17. Mai 2013 definiert. Von diesen Wahlen an werden die Vertreter des Départementrats für sechs Jahre in einer romanischen Mehrheitswahl in bis zu zwei Wahlgängen in den Kantonen gewählt, wobei jedes Kanton ein gewähltes Paar verschiedenen Geschlechts in den Départementrat sendet. Die Teilnahme an einer allfälligen Stichwahl erfordert einen Stimmenanteil von 12,5 % der Wahlberechtigten im ersten Wahlgang. Die Anzahl der Kantone eines Départements wird auf die Hälfte der Anzahl der Kantone am 1. Januar 2013 reduziert, aufgerundet auf eine ungerade Zahl, wenn die Division eine gerade Zahl ergibt. Deshalb war ein neuer Zuschnitt der Kantone im Département notwendig, bei dem die Zahl der Kantone von 52 auf nunmehr 27 reduziert wurde.
2015 wurde der Kanton Pau-2 gebildet:
1. aus dem Gebiet der Gemeinde Pau östlich einer Linie, die durch folgende Straßenzüge und Begrenzungen gebildet wird: von der Gemeindegrenze von Buros, Avenue de Buros, Avenue du Loup, Rue Jean-Moulin, Rue Léon-Jouhaux, Boulevard Tourasse, Avenue du Loup, Avenue Honoré-Baradat, Rue Jean-Jaurès, Rue Anatole-France, Avenue du Loup, Rue Jean-Jacques-de-Monaix, Avenue des Lilas, Avenue de Rousse, Allée de Morlàas, Avenue Blé-Moullé, Avenue du Maréchal-Leclerc, Rond-point Yitzhak-Rabin, Avenue Alfred-Nobel bis zur Gemeindegrenze von Bizanos und
2. aus der Gemeinde Idron aus dem ehemaligen Kanton Pau-Est.[2]

## Gemeinden
Der Kanton besteht aus zwei Gemeinden und Gemeindeteilen mit insgesamt 24.562 Einwohnern (Stand: 1. Januar 2022) auf einer Gesamtfläche von 17,48 km²:
| Gemeinde     | Einwohner 1. Januar 2022 | Fläche km² | Dichte Einw./km² | Code INSEE | Postleitzahl |
| ------------ | ------------------------ | ---------- | ---------------- | ---------- | ------------ |
| Idron        | 5.134                    | 7,78       | 660              | 64269      | 64320        |
| Pau          | 19.428                   | 9,70       | 2.003            | 64445      | 64000        |
| Kanton Pau-2 | 24.562                   | 17,48      | 1.405            | 6419       | –            |

1. ↑   Nur der östliche Teil der Gemeinde, der Rest verteilt sich auf die Kantone Pau-1, Pau-3 und Pau-4.

## Politik
Im ersten Wahlgang am 22. März 2015 erreichte keines der Kandidatenpaare die absolute Mehrheit. Als Resultat der Stichwahl am 29. März 2015 wurden folgende Vertreter in den Départementrat gewählt:
- Marc Cabane (MoDem) und
- Annie Hild (LR)

mit einem Stimmenanteil von 51,70 % (Wahlbeteiligung bei der Stichwahl: 49,47 %).